# Iso-Söimi
Iso-Söimi, nordsamiska: Čyeiminsuálui, är en ö i Finland. Den ligger i sjön Enare träsk och i kommunen Enare i landskapet Lappland, i den norra delen av landet, 1 000 km norr om huvudstaden Helsingfors. Öns area är 1,94 kvadratkilometer och dess största längd är 2,4 kilometer i nord-sydlig riktning.